# Fedia cornucopiae var. cornucopiae
Fedia cornucopiae subsp. cornucopiae é uma variedade de planta com flor pertencente à família Valerianaceae. 
A autoridade científica da variedade é (L.) Gaertn., tendo sido publicada em Fruct. Sem. Pl. 2: 37 (1790).

## Portugal
Trata-se de uma variedade presente no território português, nomeadamente em Portugal Continental.
Em termos de naturalidade é nativa da região atrás indicada.

## Protecção
Não se encontra protegida por legislação portuguesa ou da Comunidade Europeia.